# 斯特凡·哈珀
斯特凡·哈珀（英語：Stefan A. Halper，1944年6月4日—），是美國外交政策學者，同時也是劍橋大學退休的高級研究員，同時擁有抹大拉學院的終身研究員身份。他在尼克松、福特和里根政府中曾擔任白宮官員的職務，據報導他在1980年羅納德·裡根總統的競選期間負責間諜活動，這個活動後來被稱為“辯論門”。由於在中央情報局工作了數十年，他與布什家族建立了廣泛的聯繫。此外，他還與理查德·迪爾洛夫爵士合作，建立了與英國秘密情報局軍情六處的聯繫。
在2016年美國大選期間，哈珀曾作為FBI的線人，協助調查俄羅斯干預的情況。根據後來的監察長報告，哈珀被稱為"機密消息來源"，該報告揭示了唐納德·特朗普競選團隊內官員的對話內容。

## 教育
哈珀於1967年畢業於斯坦福大學，並在2001年獲得牛津大學的博士學位。他於2001年被委任為劍橋大學政治與國際研究系美國研究的主任，該系具有悠久的歷史。此外，他也獲得了第二個博士學位，於2004年獲得劍橋大學的博士學位。

## 個人生活
哈珀的前妻西比爾·克萊恩（Sibyl Cline）是前中央情報局情報副局長雷·克萊恩的女兒。
他於2015年從劍橋大學退休，目前居住在弗吉尼亞州。此外，他也為縱橫字謎網絡安全公司提供諮詢，該公司的主席是軍情六處前局長理查德·迪爾洛夫爵士。

## 外部連結
- 官方网站